# Marian Sarr
Marian Sarr (30 de enero de 1995 en Essen) es un futbolista alemán que juega para el FC Carl Zeiss Jena en la posición de central.

## Trayectoria
Tuvo su inicio en el fútbol en 1999 jugando en el SV Leithe. Creció como futbolista en la cantera del Bayer Leverkusen, jugando para el Bayer Leverkusen II en la temporada 2012-13 en la Regionalliga. Tras la temporada 2012-13 fichó por el Borussia Dortmund para jugar en el juvenil sub-19. Sarr dio el salto al Borussia Dortmund II el 20 de julio de 2012 haciendo su debut oficial en la primera jornada de la temporada 2013-14 frente al VfB Stuttgart II.
En la temporada 2013-14, Jürgen Klopp eligió a Sarr para jugar con el primer equipo. Su debut con el Borussia Dortmund se dio el 11 de diciembre de 2013 en un partido de Liga de Campeones de la UEFA contra el Olympique de Marsella. Su debut en la Bundesliga se produjo el 14 de diciembre de 2013 frente al Hoffenheim.

## Selección nacional
Ha sido internacional con la selección nacional alemana sub-17, participando en Eurocopa 2012. Ha sido elegido para jugar también con la selección sub-18 y sub-19.

## Palmarés

### Campeonatos nacionales
| Título                | Club              | País     | Año  |
| --------------------- | ----------------- | -------- | ---- |
| Supercopa de Alemania | Borussia Dortmund | Alemania | 2013 |
| Supercopa de Alemania | Borussia Dortmund | Alemania | 2014 |